# Armstrong Siddeley ASX

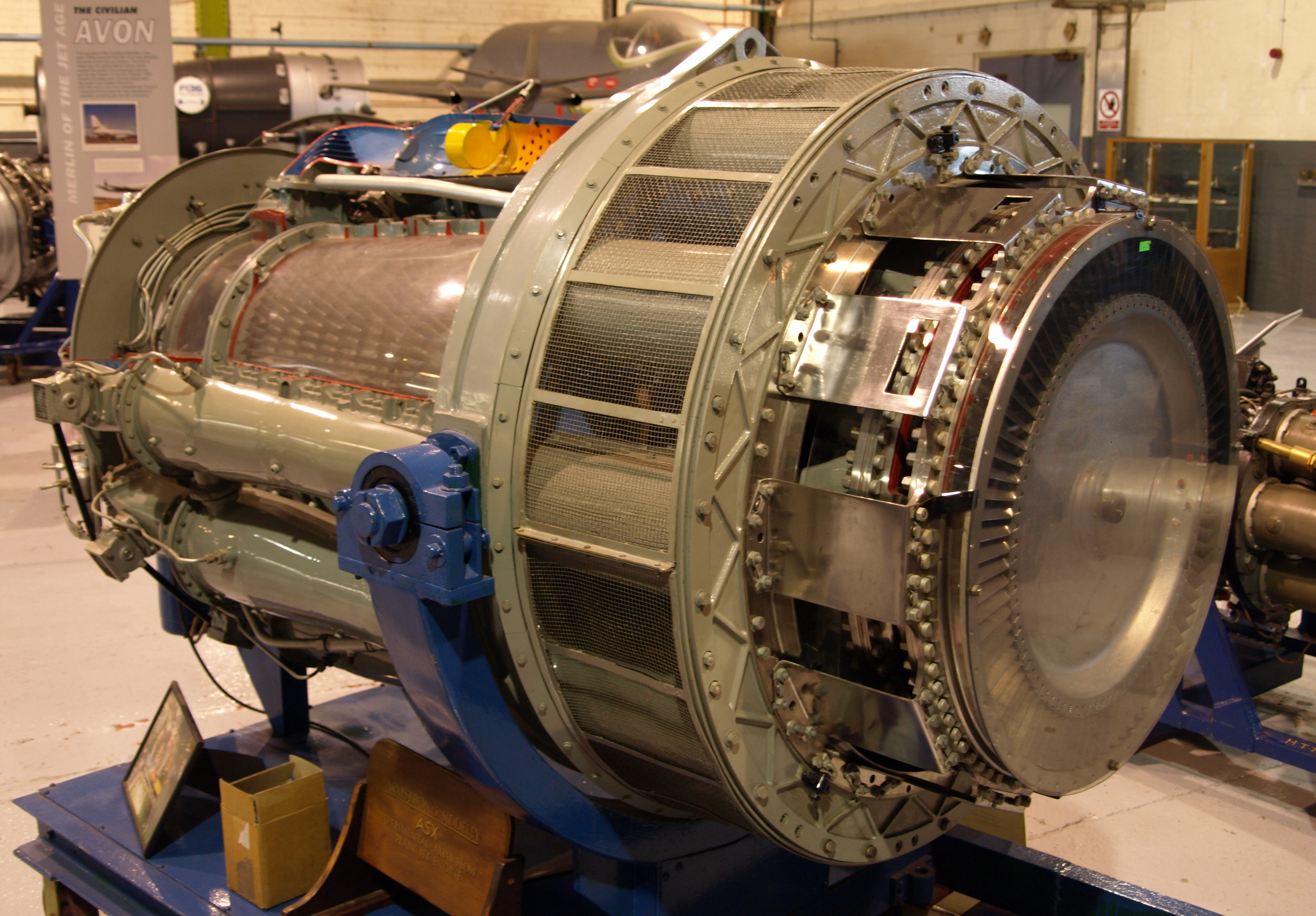
Armstrong Siddeley ASX Strahltriebwerk bei Rolls-Royce Heritage Trust, Derby, Rückansicht, teilweise demontiert

Das Armstrong Siddeley ASX war ein Strahltriebwerk, von dem der britische Hersteller Armstrong Siddeley im April 1943 einen Prototyp herstellte. Es gibt nur wenige Informationen über dieses Triebwerk, das wohl niemals in Serie gefertigt wurde. Die Turboprop-Version Armstrong Siddeley ASP war deutlich erfolgreicher und wurde als Python in die Westland Wyvern eingebaut.

## Konstruktion und Entwicklung
Der ASX war in seiner Art einmalig. Der Lufteinlass zum Kompressor war in der Mitte der Maschine angebracht, sodass die Luft während der Verdichtung nach vorne strömen musste. Von dort strömte sie in 11 Flammrohre außen am Kompressor, nach hinten am Lufteinlass vorbei und schließlich durch die Turbine. So konnte man den Verdichter und die Brennkammern „zusammenfalten“, um die ganze Maschine kürzer zu gestalten, wenn auch die Verkürzung im Falle der ASX nicht besonders groß ausfiel. Zusätzlich erkaufte man sich damit Schwierigkeiten bei der Wartung des Verdichters, wenn auch bei modernen Konstruktionen die „heißen Bereiche“ am meisten Wartung benötigen.
Die Flugerprobung des ASX fand im Bombenabwurfschacht einer Avro Lancaster mit der Registriernr. ND784 statt. Der erste Flug fand am 28. September 1945 statt.
Bei voller Leistung lief die Maschine mit 8000/min. und entwickelte 12 kN Schub auf 0 m Höhe. Im Flugbetrieb lief das Triebwerk mit 7500/min. und lieferte einen Schub von 9,1 kN. Es wog 865 kg. Die Turboprop-Version ASP hatte eine zweite Turbinenstufe zum Antrieb der Luftschraube über ein Reduktionsgetriebe und entwickelte 3600 shp Leistung und 4,9 kN Restschub.
Darüber hinaus wurde nur wenig über dieses Strahltriebwerk veröffentlicht. Armstrong Siddeley scheint die Konstruktion nach dem Zweiten Weltkrieg aufgegeben zu haben und übernahm stattdessen die Metrovick F.9-Sapphire-Konstruktion.

## Flugzeuge mit Armstrong Siddeley ASX
- Avro Lancaster (nur Flugerprobung)

## Daten (ASM.3)

### Allgemein
- Typ: Strahltriebwerk
- Länge: 4241,8 mm
- Durchmesser: 1066,8 mm
- Gewicht: 861,8 kg

### Komponenten
- Kompressor: axial, 14-Stufig, Umkehrstrom
- Brennkammern: 11
- Turbine: axial, 2-Stufig
- Treibstoff: Kerosin
- Schmierung: Trockensumpf mit Druckschmierung der Lager, 10,2 cs Öl (D.E.D 2472D)

### Leistung
- Maximaler Schub: 11,57 kN bei 8000/min. auf 0 m Höhe
- Schub im Flugbetrieb: 9,12 kN bei 7500/min. auf 0 m Höhe
- Leerlaufschub: 0,58 kN bei 3000/min. auf 0 m Höhe
- Gesamtdruckverhältnis: 5:1
- Einströmtemperatur an der Turbine: 660 °C
- Spezifischer Treibstoffverbrauch: 104,98 kg / kN x h
- Schubgewicht: 74,486 kg/kN[3]